# Finanțe
Termenul finanțe se referă la resursele financiare și la studiul și disciplina banilor, monedelor, activelor și pasivelor. Ca domeniu de studiu, sunt strâns legate de economie, dar se disting de aceasta, economia fiind preocupată cu producția, distribuția și consumul de bunuri și servicii. În funcție de amploarea activităților financiare în cadrul sistemelor financiare, disciplina poate fi împărțită în finanțe personale, finanțe corporative și finanțe publice.
În aceste sisteme financiare, activele sunt cumpărate, vândute sau tranzacționate sub formă de instrumente financiare, precum monede, împrumuturi, obligațiuni, acțiuni, stocuri, opțiuni, contracte futures etc. Aceste instrumente financiare sunt adesea tranzacționate pe piețele financiare. De asemenea, activele pot fi depozitate în bănci, investite și asigurate pentru a maximiza valoarea și a minimiza riscurile. În practică, riscurile sunt inevitabile în orice acțiune financiară sau entitate, iar gestionarea riscurilor este esențială pentru asigurarea stabilității financiare. Sistemele financiare internaționale sunt interconectate, iar riscurile pot afecta multiple sectoare ale economiei.
Datorită domeniului vast, finanțele cuprind o varietate de subdomenii. Managementul activelor, al riscurilor și al investițiilor are ca scop maximizarea valorii, minimizarea volatilității și asigurarea stabilității financiare. Analiza financiară evaluează viabilitatea, stabilitatea și rentabilitatea unui proiect sau entității. Unele dintre aceste domenii sunt interdisciplinare, cum ar fi finanțele matematice, dreptul financiar, economia financiară, ingineria financiară și tehnologia financiară. Aceste domenii constituie baza afacerilor și contabilității. În anumite cazuri, teoriile financiare pot fi testate prin metoda științifică, un domeniu acoperit de finanțele experimentale, care are ca scop testarea și rafinarea modelelor financiare.
Istoria timpurie a finanțelor este legată de istoria timpurie a banilor, care este preistorică. Civilizațiile antice și medievale au integrat funcții financiare fundamentale, precum băncile, comerțul și contabilitatea, în economiile lor. La sfârșitul secolului XIX, s-a conturat sistemul financiar global.
În mijlocul secolului XX, finanțele s-au afirmat ca o disciplină academică distinctă, separată de economie. Primele programe doctorale în finanțe au fost înființate în anii 1960 și 1970. Astăzi, finanțele sunt studiate pe scară largă prin programe universitare și masterat orientate pe cariere profesionale. Reglementările financiare, atât la nivel național, cât și internațional, joacă un rol crucial în stabilirea unui cadru sigur și transparent pentru activitățile financiare. Aceste reglementări au devenit și mai importante în urma crizei financiare globale din 2007-2008.

## Noțiunea de finanțe publice
Nevoile și interesele publice se realizează de către stat, în principal (și uneori exclusiv) prin bani. Într-adevăr, cheltuielile pe care le are de efectuat statul nu se pot efectua decât în bani. Fără bani nu există nici finanțe publice.
Această caracteristică explică și preocuparea pentru etimologia cuvântului finanțe. După câte se pare, noțiunea de finanțe provine de la cuvintele latinești fiare sau finis, care se traduc prin a termina, a încheia un diferend, o acțiune judiciară în legatură cu plata unei sume de bani. De la aceste cuvinte s-a format financia sau financia pecuniaria, adică plata în bani. Se crede că din aceste cuvinte latinești s-a născut noțiunea finance folosită în Franța în secolele XV-XVI, care avea mai multe înțelesuri și anume: sume de bani, resurse bănești, venit al statului, iar les finances echivala cu gospodaria publică, patrimoniul statului.
Finanțele publice reprezintă forma băneasca a relațiilor economice, în procesul repartiției produsului social și venitului național în cadrul îndeplinirii funcțiilor statului. Conținutul social, economic și în special juridic al relațiilor financiare, funcțiile și importanța lor sunt câteva din problemele fundamentale ale științei dreptului financiar.

## Noțiunea clasică de finanțe publice
Această concepție este legată de liberalismul politic, fiind specifică perioadei de dezvoltare economico-socială de la sfârșitul secolului al XIX-lea. Conform acestei concepții, statul liberal este preocupat mai puțin de activitățile private, limitându-și intervenția la funcțiile sale tradiționale, și anume: apărarea națională, diplomație, ordine publică și justiție.
Au existat două motive pentru care statul nu a intervenit în activitatea agenților economici. În primul rând, activitatea economică se afla încă sub influența muncii manuale, industria era predominant manufacturieră, schimbul de mărfuri fiind restrâns ca valoare. În al doilea rând, intervenția statului în activitatea economică necesita resurse financiare, neputându-se limita această intervenție numai la planificări, dispoziții date agenților economici, etc.
Viața economică se desfășura în conformitate cu principiul laisser faire, laisser passer. Cheltuielile publice trebuiau reduse la minim.
Concepția guvernului ieftin își găsește suportul în teza potrivit căreia progresul social-economic reclama utilizarea venitului național pentru dezvoltarea industriei și comerțului, în loc să fie irosit pentru activități neproductive. Rolul finanțelor publice constă în asigurarea resurselor necesare funcționării instituțiilor publice.
În perioada de după primul razboi mondial, locul statului neintervenționist a fost luat de statul intervenționist. Finanțele publice devin un mijloc de intervenție în activitatea social-economică, de exercitare a unei influențe pozitive pentru organizarea întregii activități.
Maurice Duverger, referindu-se la statul modern din secolul nostru, scrie că acesta nu se mărginește la sarcinile militare și tradiționale. El intervine în viața socială pentru a stimula producția în perioada de criză, pentru a împiedica creșterea prețurilor și a menține puterea de cumpărare a monedei în perioada inflației, pentru a asigura o cât mai bună utilizare a bogățiilor țării și repartizare a venitului național.
Pierre Lalumiere subliniază creșterea rolului intervenționist al statului în economie după criza mondială din anii 1929-1933. Pentru îndeplinirea acestui rol au fost folosite pe o scară tot mai largă cheltuielile publice, impozitele și alte instrumente financiare.
Finanțele publice sunt definite ca știința care studiază activitatea statului, în calitatea sa de utilizator al unor tehnici speciale, așa-numite financiare: cheltuieli, taxe, impozite, împrumuturi, bugete, procedee monetare etc.
Potrivit unei alte opinii, în secolul XX și mai ales după marea criză din anii 1929-1933, locul statului jandarm a fost luat de statul- providență. Intervenția statului este determinată în ultimă instanță de menținerea echilibrului economic, de rentabilizarea unor întreprinderi sau ramuri economice considerate strategice, de rezolvarea contradicțiilor interne ale societății: inflație, șomaj, etc., și conduce cum era firesc la apariția unor întreprinderi publice și societăți comerciale cu capital mixt, la acordarea de subvenții unor întreprinderi private, etc.

## Finațele publice și private - asemănări și deosebiri
Noțiunile de finanțe publice și private sunt adecvate situației din țările cu economie de piață, în care cea mai mare parte a mijloacelor de producție se află în proprietate privată, fapt care face posibilă realizarea unei delimitări nete între sectorul public și cel privat.
Finanțele publice sunt asociate întotdeauna cu statul, unitățile administrativ-teritoriale, cheltuielile, împrumuturile și datoria acestora.
Finanțele private sunt asociate întotdeauna cu activitățile financiare ale întreprinderilor economice, ale băncilor și societăților de asigurări private, în legatură cu resursele și necesitățile acestora, împrumuturile primite sau acordate, creanțele de încasat și obligațiile de plată, asigurările și reasigurările de bunuri, persoane și răspundere civilă.
Finanțele publice se aseamănă cu cele private cel puțin sub două aspecte:
- Și unele și altele operează cu categorii financiare de bază: monedă, credit, bani.
- Și unele și altele se confruntă cu probleme de echilibru financiar, de resurse financiare în ultimă instanță.

Între finanțele publice și cele clasice există o serie de deosebiri după cum urmează:
- Resursele necesare statului pentru realizarea funcțiilor și sarcinilor acestuia se procură pe calea impozitelor și taxelor, prin măsuri de constrângere în principal, în timp ce resursele întreprinderilor private și ale persoanelor fizice se procură de pe piață, pe baze contractuale.
- Statul poate lua orice masură în legatură cu moneda națională, în timp ce întreprinderile private nu pot decât să o folosească.
- Finanțele publice sunt folosite în principal în scopul satisfacerii nevoilor generale ale societății, în timp ce finanțele private sunt folosite în slujba realizării de profit de către întreprinzătorii particulari.
- Gestiunea finanțelor publice este supusă dreptului public, iar gestiunea financiară a întreprinderilor private urmează regulile dreptului civil și comercial.

## Trăsăturile finanțelor publice
- Sunt relații cu caracter economic, întrucât ele apar în procesul formării, repartizării și utilizării produsului social.
- Apar în formă bănească, deoarece în cadrul producției de mărfuri și al acțiunii legii valorii, produsul de producție, reproducție și de circulație a mărfurilor, repartiția produsului social, relațiile de schimb, retribuirea muncii, precum și relațiile dintre agenții economici sau dintre aceștia și persoanele fizice, se exprimă prin intermediul banilor, în cadrul unor relații bănești. Noțiunea de finanțe publice sau relații financiare nu poate fi confundată cu cea de bani sau relații bănești. Banii reprezintă o marfă, iar finanțele sunt relații de constituire, repartizare și utilizare a mijloacelor bănești.
- Sunt relații fără echivalent, adică nu presupun în mod necesar o contraprestație directă din partea subiectului beneficiar al mijloacelor bănești.
- Mijloacele bănești repartizate și utilizate de subiectele beneficiare nu se rambursează.

De la fondurile bugetare se efectuează plăți cu titlu nerambursabil către unele regii autonome sau către instituțiile publice din sfera nematerială care prestează servicii pentru populație. Același caracter de nerambursabilitate îl poartă și transferurile efectuate către populație sub formă de pensii, burse, alocații de stat și alte ajutoare pentru copii.
Transferul de valoare la și de la fondurile ce se constituie în economie se poate realiza parțial, în condiții de rambursabilitate. Un asemenea caracter poartă sumele de bani vărsate de persoanele fizice și juridice în contul împrumuturilor contractate de stat pe piața internă; garanțiile depuse de administratorii și cenzorii societăților comerciale, ca și de persoanele ce gestionează bani și alte valori publice.

## Funcțiile finanțelor publice
Finanțele publice sunt necesare, în mod subiectiv și obiectiv, deoarece contribuie la realizarea sarcinilor și funcțiilor statului, care nu ar putea fi înfăptuite fără pârghiile financiare. Mijloacele prin care finanțele publice, ca relații financiare își îndeplinesc acest rol, sunt funcțiile acestora:
- funcția de repartiție
- funcția de control

Funcția de repartiție se manifestă în procesul repartiției produsului social (produsului intern brut) și cuprinde două faze:
- constituirea fondurilor (resurselor) bănesti;
- redistribuirea (utilizarea) acestora.

În prima fază are loc formarea fondurilor publice de resurse bănești, acțiune la care participă societăți comerciale, regii autonome, instituții publice, alte persoane juridice și persoanele fizice, indiferent dacă sunt rezidente sau nerezidente.
Fondurile publice de resurse se constituie în mai multe forme concrete cum sunt:
- impozite
- taxe
- contribuții pentru asigurări sociale
- amenzi
- majorări și penalizări de întârziere
- vărsăminte din profitul regiilor autonome
- vărsăminte din veniturile instituțiilor publice
- redevențe și chirii din concesiune și închirieri de terenuri și alte bunuri proprietate de stat
- venituri din valorificarea unor bunuri proprietate de stat și a bunurilor fără stăpân
- rambursări ale împrumuturilor de stat acordate
- dobânzi aferente și ajutoare primite

Resursele din care se constituie fondurile publice provin din toate ramurile economice și din toate sectoarele sociale: public, privat, cooperatist, mixt. 
În proporție covârșitoare, resursele bănești ale finanțelor publice sunt mobilizate cu titlu definitiv și fără contraprestație.
A doua fază a funcției de repartiție o reprezintă distribuirea fondurilor publice pe beneficiari – persoane juridice și fizice.
Distribuirea este dată în competența autorităților publice și se face în raport cu resursele financiare disponibile și cererea de resurse financiare.
Distribuirea fondurilor publice înseamnă stabilirea cheltuielilor publice pe destinații: învățământ, sănătate, cultură, asigurări sociale și protecție socială, gospodărire comunală și locuințe, apărare națională, ordine publică, administrație publică, acțiuni economice, datorie publică.
În cadrul fiecărei destinații, resursele se defalcă pe beneficiari, obiective și acțiuni. Distribuirea sau redistribuirea produsului intern brut (produsul social) are loc în două modalități:
- în cadrul aceluiași tip de proprietate, când are loc un transfer de resurse bănești între stat și unitățile sale în ambele sensuri
- cu schimbarea titlului de proprietate când transferul are loc între stat pe de o parte și agenții economici cu capital privat sau mixt și populație pe de alta parte, și invers.

Redistribuirea se poate realizea și pe plan extern, prin contractarea de împrumuturi externe, acordarea de împrumuturi externe, achitarea cotizațiilor și contribuțiilor către organisme internaționale de către stat sau alte instituții publice, primirea sau acordarea de ajutoare externe de către stat, etc.
Funcția de control a finanțelor publice se justifică deoarece fondurile publice aparțin întregii societăți. Sfera de manifestare a funcției de control este mai larga decât cea a funcției de repartiție, deoarece vizează, pe lângă constituirea și repartizarea fondurilor financiare publice, și modul de utilizare a resurselor.
Funcția de control a finanțelor publice nu se limitează la modul de constiturire a fondurilor publice și la repartizarea acestora pe beneficiari, ci urmărește și legalitatea, necesitatea, oportunitatea și eficiența cu care instituțiile publice și agenții economici cu capital de stat utilizează în concret resursele bănești de care dispun.
În consecință, controlul se efectuează nu numai activităților specifice funcției de repartiție, ci el se exercită și asupra producției realizate în sectorul de stat, a schimbului și consumului ce are loc în acest sector.
În România controlul financiar se exercită de puterea legislativă și cea judecătorească, direct sau prin organe de specialitate, cum sunt: Curtea de Conturi, Ministerul Finanțelor, bănci și alte instituții financiare; organe specializate ale ministerelor, unităților administrativ-teritoriale și unităților economice, etc.